# Facultad de Medicina de la Universidad Federal de Río de Janeiro
La Facultad de Medicina' (FM) de la Universidad Federal de Río de Janeiro (UFRJ) ComC es una de las principales unidades académicas de esta universidad brasileña. Creada en 1808 por el médico pernambucano Correia Picanço poco después de la llegada del príncipe regente Juan al país, fue la segunda facultad de medicina de Brasil, establecida nueve meses después de la fundación de la Facultad de Medicina de Bahía. La FM-UFRJ es pionera y referencia nacional en la enseñanza de medicina. También se dedica a la investigación y a la extensión universitaria. Está ubicada en el edificio del Centro de Ciencias de la Salud (CCS), en la Ciudad Universitaria, Río de Janeiro.

## Historia

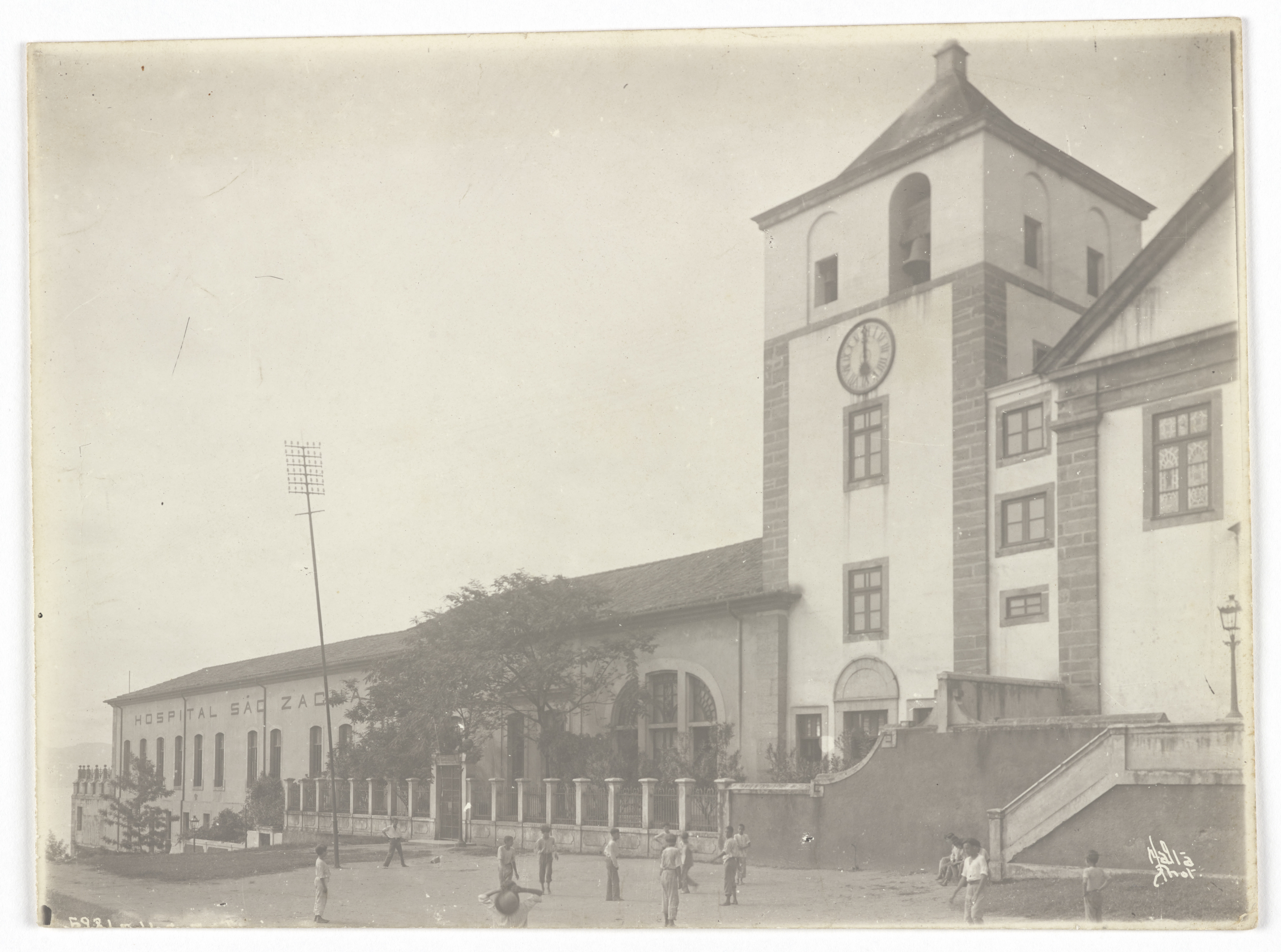
Iglesia de San Ignacio o de los Jesuitas, en el Morro do Castelo, junto al Hospital de São Zacharias, antiguo Colégio dos Jesuítas, donde funcionó la Facultad de Medicina en sus primeros años. Fotografía de Augusto Malta, alrededor de 1920. Colección del Instituto Moreira Salles.

La historia de la Facultad de Medicina se remonta a la Escuela de Anatomía, Medicina y Cirugía de Río de Janeiro, fundada por el médico pernambucano Correia Picanço por real cédula de 5 de noviembre de 1808 expedida por el Príncipe Regente Juan, poco después del traslado de la corte portuguesa a Brasil. Sin embargo, no fue hasta el 29 de septiembre de 1826 que el emperador Pedro I la autorizó a expedir diplomas y certificados, a pesar de que la Academia Médico Quirúrgica de Río de Janeiro había sido fundada 13 años antes, en 1813. La transformación en “'Facultad de Medicina”' tuvo lugar en 1832, mediante una ley aprobada durante la Regencia Trina.

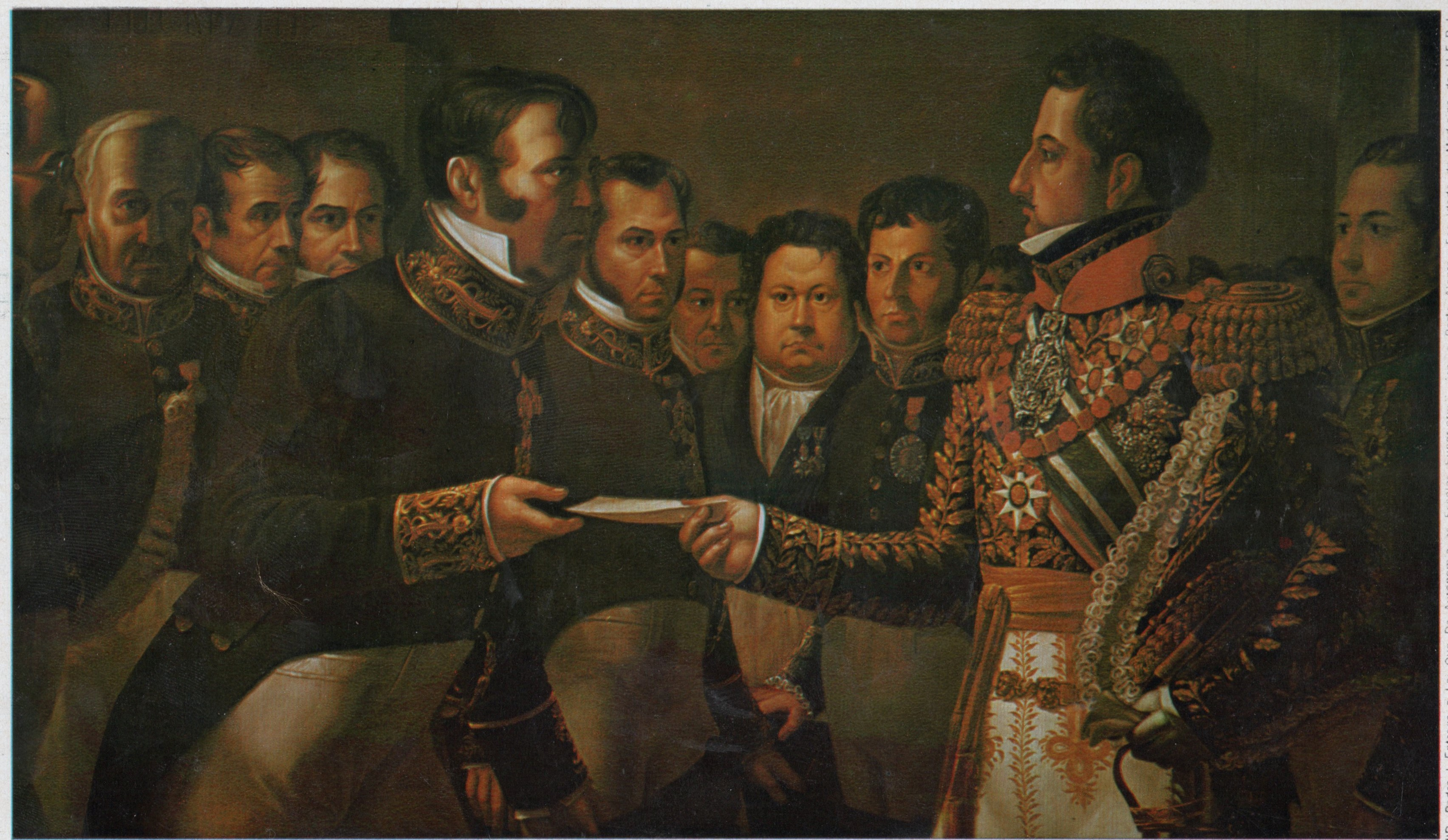
El emperador Pedro I entregando al médico, profesor y entonces director de la Escuela de Anatomía, Medicina y Cirugía de Río de Janeiro, Vicente Navarro de Andrade, el decreto que autoriza a las instituciones educativas a emitir diplomas a los médicos formados en Brasil.

En 1856 la facultad fue trasladada del Hospital Militar del Morro do Castelo al edificio del Asilo de Huérfanos, junto a la Santa Casa de Salud de Río de Janeiro, y, finalmente, el 12 de octubre de 1918, obtuvo su propio edificio en el campus de Praia Vermelha, entre los actuales barrios de Urca y Botafogo, en la privilegiada zona sur de la ciudad. Tras haber albergado la Facultad de Medicina durante más de medio siglo, el edificio pasó a llamarse “Instituto Anatómico” y en él se siguieron impartiendo clases hasta mediados de la década de 1960.
El 7 de septiembre de 1920, cuando se promulgó el decreto de creación de la Universidad de Río de Janeiro, la Facultad de Medicina dejó de ser una institución aislada. Su nombre volvió a cambiar en 1937, con la creación de la Universidad de Brasil, por el de “'Facultad Nacional de Medicina”'. El 23 de octubre de 1959, la entonces Facultad de Medicina de la Universidad de Brasil fue galardonada en el grado de comendador de la Orden Militar de Cristo. Cuando, en 1965, la Universidad de Brasil pasó a denominarse Universidad Federal de Río de Janeiro, la “Facultad Nacional de Medicina” pasó a ser simplemente la “'Facultad de Medicina de la UFRJ”'.
En 1973, con la creación de la Ciudad Universitaria en Ilha do Fundão, se decidió trasladar allí la Facultad de Medicina, donde permanece actualmente.